# Bahnhof Musashi-Itsukaichi
Der Bahnhof Musashi-Itsukaichi (jap. 武蔵五日市駅, Musashi-Itsukaichi-eki) ist ein Bahnhof auf der japanischen Insel Honshū. Er wird von der Bahngesellschaft JR East betrieben und befindet sich im Westen der Präfektur Tokio auf dem Gebiet der Gemeinde Akiruno.

## Verbindungen
Musashi-Itsukaichi ist der westliche Endpunkt der Itsukaichi-Linie, die von Haijima durch das Aki-Tal bis hierhin führt. Tagsüber verkehren Regionalzüge im Halbstundentakt, während der Hauptverkehrszeit alle 10 bis 20 Minuten. Hinzu kommen Eilzüge in der jeweiligen Lastrichtung. Morgens verkehren mehrere Kurse auf der Ōme-Linie weiter nach Tachikawa, vereinzelte sogar über Tachikawa hinaus auf der Chūō-Schnellbahnlinie nach Shinjuku (abends jeweils in umgekehrter Richtung). An Wochenenden gilt im Lokalverkehr ebenfalls ein Halbstundentakt. Aufgrund der großen touristischen Bedeutung der Stadt Akiruno werden an Wochenenden und Feiertagen zusätzlich die Holiday Rapid Akigawa angeboten. Diese Schnellzüge verkehren morgens dreimal mit wenigen Zwischenhalten von Shinjuku nach Musashi-Itsukaichi und abends zurück nach Shinjuku.

## Anlage
Der Bahnhof steht im Ortsteil Tateyadai auf einem Viadukt. Baulich entspricht er einem Durchgangsbahnhof, der von Nordosten nach Südwesten ausgerichtet ist. Ein weit gespanntes Dach überdeckt die beiden Gleise und den dazwischen liegenden Mittelbahnsteig ähnlich wie eine Bahnhofshalle, die Gleise enden südwestlich davon stumpf. Das Empfangsgebäude nimmt die untere Ebene des Viadukts ein und dient gleichzeitig als Verteilerebene. Dort sind die Bahnsteigsperren, eine Touristeninformationsbüro sowie Läden und Restaurants zu finden. Nordöstlich des Bahnhofs erstreckt sich dem Viadukt entlang eine große Park-and-Ride-Anlage.
Die Bushaltestellen auf dem Bahnhofsvorplatz werden von 20 Linien der Gesellschaft Nishi Tōkyō Bus und der Stadtbusbetriebe Akiruno bedient. Ebenso betreibt Nishi Tōkyō Bus südwestlich des Bahnhofs einen Terminal für Reisebusse mit eigener Verkaufsstelle.
Im Fiskaljahr 2018 nutzten durchschnittlich 4376 Fahrgäste täglich den Bahnhof, wobei dieser Wert an Wochenenden und Feiertagen deutlich höher ist.

## Bilder

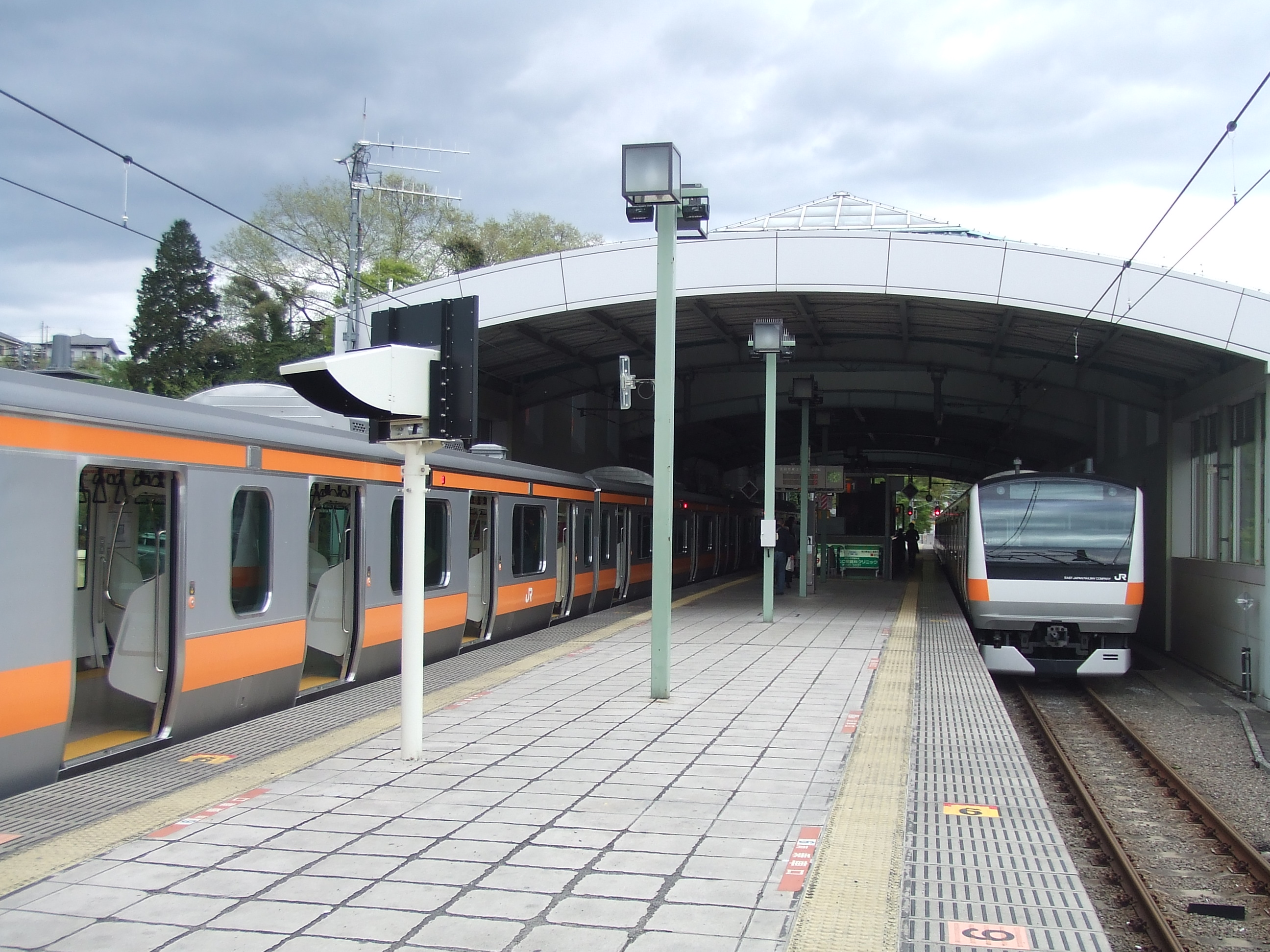
Ansicht des Bahnsteigs
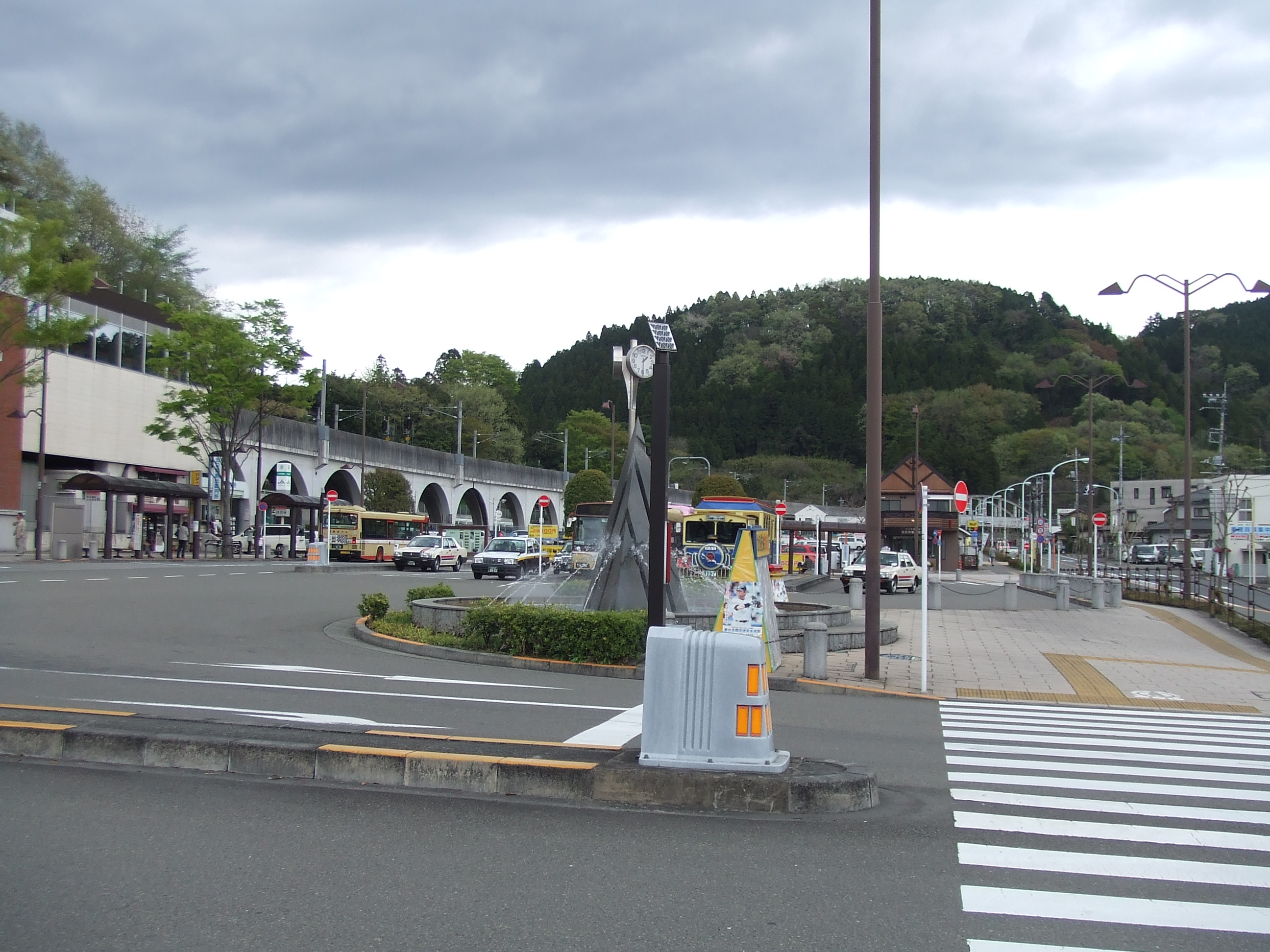
Bahnhofsvorplatz
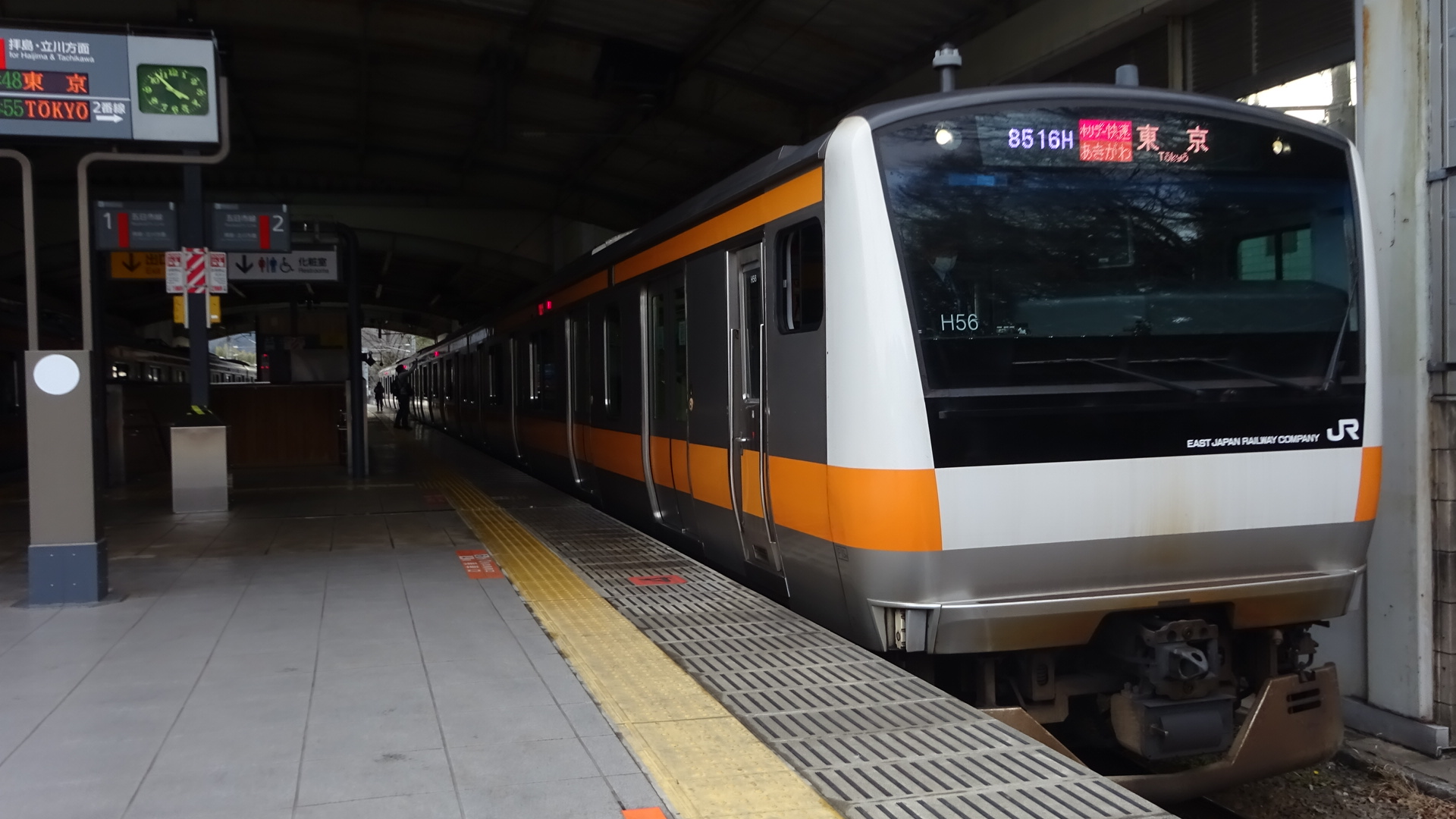
Holiday Rapid

## Linien
| Verlauf der Itsukaichi-Linie                                                                        |
| --------------------------------------------------------------------------------------------------- |
| Haijima • Kumagawa • Higashi-Akiru • Akigawa • Musashi-Hikida • Musashi-Masuko • Musashi-Itsukaichi |

## Geschichte
Die zum Asano-Zaibatsu gehörende Bahngesellschaft Itsukaichi Tetsudō eröffnete den Bahnhof am 21. April 1925, zusammen mit dem heute noch bestehenden Abschnitt der Itsukaichi-Linie nach Haijima. Zunächst hieß der Bahnhof Itsukaichi (五日市), erhielt aber bereits am 1. Juni desselben Jahres seinen heutigen Namen. Am 20. September 1925 folgte die Eröffnung der Zweigstrecke nach Mussashi-Sawai. Um dorthin zu gelangen, mussten Personenzüge in Musashi-Itsukaichi wenden, ein kurzes Stück zur nordöstlich davon gelegenen Signalstation Sannai zurücksetzen und dort ihre Fahrt erneut in entgegengesetzter Richtung fortsetzen. Für Güterzüge entfiel dieses umständliche Verfahren, da sie Musashi-Itsukaichi nicht bedienten.
Am 3. Oktober 1940 fusionierte die Itsukaichi Tetsudō mit der Nambu Tetsudō, die ebenfalls zum Asano-Zaibatsu gehörte. Während des Pazifikkriegs wollte die Regierung die Strecke unter ihre Kontrolle bringen, da sie ein Zementwerk erschloss und somit von strategisch großer Bedeutung war. Auf Grundlage einer 1941 erlassenen Verordnung verstaatlichte sie am 1. April 1944 die Nambu Tetsudō. Sie stand zunächst unter der Aufsicht des Ministeriums für Verkehr und Kommunikation, ab 1949 war die Japanische Staatsbahn zuständig. Aus Rationalisierungsgründen legte sie am 1. Februar 1971 den Personenverkehr auf der Zweigstrecke still. Im Rahmen der Staatsbahnprivatisierung ging der Bahnhof am 1. April 1987 in den Besitz der neuen Gesellschaft JR East über. Die neue Besitzerin riss den alten ebenerdigen Bahnhof ab und ersetzte ihn durch einen erhöht gelegenen Neubau, der am 6. Juli 1996 eröffnet wurde. Für den Bau des daran anschließenden Viadukts nutzte man die frühere Trasse der Zweigstrecke.